# سيرجيو فان دايك
سيرجيو فان دايك (بالهولندية: Sergio van Dijk)‏ (6 أغسطس 1982 أسن هولندا - ) هو لاعب كرة قدم هولندي، يلعب كمهاجم.

## مسيرته

### مسيرته مع الأندية
- 2000 - 2002 لعب مع نادي غرونينغن مباراتين سجل خلالها هدف.
- 2002 - 2005 لعب مع هيلموند سبورت 87 مباراة سجل خلالها 13 هدف.
- 2005 - 2009 لعب مع نادي إيمن 98 مباراة سجل خلالها 32 هدف.
- 2008 - 2010 لعب مع نادي بريزبان رور 53 مباراة سجل خلالها 26 هدف.
- 2010 - 2013 لعب مع نادي أديلايد يونايتد 53 مباراة سجل خلالها 24 هدف.
- 2013 - 2014 لعب مع برسيب باندونغ 29 مباراة سجل خلالها 21 هدف.
- 2014 - 2014 لعب مع نادي سباهان أصفهان 7 مباريات سجل خلالها هدف.
- 2014 - 2015 لعب مع Suphanburi F.C. [الإنجليزية]‏ 40 مباراة سجل خلالها 17 هدف.

## روابط خارجية
- سيرجيو فان دايك على موقع قاعدة بيانات كرة القدم.إي يو (الإنجليزية)
- سيرجيو فان دايك على موقع ناشيونال فوتبول تيمز (الإنجليزية)
- سيرجيو فان دايك على موقع Soccerway.com (الإنجليزية)
- سيرجيو فان دايك على موقع عالم كرة القدم.نت (الإنجليزية)